# Give It to Me
Give It to Me är en låt av Timbaland, med honom själv och Justin Timberlake, samt Nelly Furtado. Låten släpptes 2007 som singel. Låten nominerades till en Grammy Award, Best Pop Collaboration with Vocals.